# Trips
Trips (orden Thysanoptera) er små (for det meste 1 mm lange eller mindre), slanke insekter med smalle frynsede vinger og unikke asymmetriske munddele. Arterne af trips lever for det meste af planter ved at suge saft op fra ødelagte celler, men nogle få er rovdyr. Entomologer har beskrevet cirka 6.000 arter. De flyver kun svagt, og deres fjeragtige vinger er uegnede til almindelig flyvning; i stedet udnytter trips en usædvanlig mekanisme, klap og slynge mekanismen, der skaber løft ved at skabe et ustabilt cirkulationsmønster med forbigående hvirvler nær vingerne.
Mange tripsarter er skadedyr, der angriber planter, og kan være ødelæggende for kommercielt vigtige afgrøder. Nogle få arter tjener som vektorer for over 20 vira, der forårsager plantesygdomme, især tospovirus. Nogle arter af trips er gavnlige som bestøvere eller som rovdyr for andre insekter eller mider. Som følge af deres evne til at formere sig ukønnet kan bestandstørrelsen af mange arter stige eksponentielt under de rette forhold og i mangel på naturlige rovdyr, såsom i drivhuse.
Artsbestemmelsen ud fra standard morfologiske karakteristika er ofte udfordrende.

## Morfologi
Trips er små insekter med en karakteristisk cigarformet krop. De er aflange med tværgående indsnævrede kroppe. De varierer i størrelse fra 0.5 til 14 mm i længden for de større rovtrips, men de fleste trips er omkring 1 mm lange. Flyvedygtige trips har to par ens, stroplignende vinger med børstehår. Vingerne er foldet tilbage over kroppen i hvile.
Trips har asymmetriske munddele, der er unikke for gruppen. I modsætning til Hemiptera (ægte insekter), er højre kindbak (mandibel) hos trips reduceret og hos nogle arter helt fraværende.
Venstre kindbak (mandibel) bruges til at lægge et snit ind i fødeplanten hvorefter injicerer spyt ind i snittet. De stikkende og sugende munddele danner et rør, som derefter indsættes, og den halvfordøjede mad trækkes op fra de sprængte celler. Tilbage bliver celler, der er ødelagte eller kollapset, og en karakteristisk sølv- eller bronzeagtig ardannelse på overfladerne af de stængler eller blade, hvor tripsene har ernæret sig.

## Systematik
Thysanoptera er opdelt i to underordner, Terebrantia og Tubulifera; disse kan skelnes ved morfologiske, adfærdsmæssige og udviklingsmæssige karakteristika.
| Terebrantia | \| \| Thripidae \| \| \| \| \| \| andre Terebrantia \| \| \| \| |
|             | \| \| Thripidae \| \| \| \| \| \| andre Terebrantia \| \| \| \| |
| Tubulifera  | Phlaeothripidae                                                 |
|             | Phlaeothripidae                                                 |
|             | Thripidae                                                       |
|             |                                                                 |
|             | andre Terebrantia                                               |
|             |                                                                 |

|  | Thripidae         |
|  |                   |
|  | andre Terebrantia |
|  |                   |

Tubulifera består af en enkelt familie, Phlaeothripidae; medlemmer kan identificeres ved deres karakteristiske rørformede apikale abdominale segment, æglægning på toppen af blade og har efter to larvestadier tre hvilestadier, der har form som en puppe. Hos Phlaeothripidae er hannerne ofte større end hunnerne, og en række forskellige størrelser kan findes i en population. Den største registrerede phlaeothripide art er omkring 14 mm lang. 
Hunnerne fra de otte familier af Terebrantia besidder alle en savlignende æglægningsstruktur (ovipositor) på det anteapikale abdominale segment, lægger æg enkeltvis i plantevæv og har efter de to larvestadier to ”puppe”-stadier. Hos de fleste Terebrantia er hannerne mindre end hunnerne. Familien Uzelothripidae har en enkelt art, og den er unik ved at have et piskelignende terminalantennesegment. 

## Biologi

### Føde
De fleste trips ernærer sig ved at suge saft fra ødelagte plantevæv. Der er betydelig bredde i værtsaffinitet på tværs af ordenen, og selv inden for en art kan der være bredde med hensyn til hvilke plantearter, der foretrækkes. Især familien Thripidae fra underordenen Terebrantia er kendt for at have medlemmer der kan ernære sig på mere end en planteart, og størstedelen af skadedyrstrips kommer fra denne familie.  For eksempel , kan Thrips tabaci ernære sig af så forskellige arter som løg, kartofler, tobak og bomuld.

### Livscyklus
Trips lægger ekstremt små æg, omkring 0,2 mm lange. Hunner af underordenen Terebrantia skærer i forbindelse med deres æglægning spalter i plantevævet og lægger deres æg i dem, et pr. spalte. Hunner af underordenen Tubulifera lægger deres æg enkeltvis eller i små grupper på planternes overflader.
Hos trips udvikles larven (der kaldes en nymfe) gradvis til den voksne form (imago). Trips har således ufuldstændig forvandling (de er hemimetabolske insekter) i modsætning til insekter med fuldstændig forvandling (holometabolske insekter), hvor larven er helt forskellig fra det voksne insekt. De første to udviklingsstadier (ofte kaldet ’’instars’’) af nymfen ligner små vingeløse voksne (ofte forvekslet med springhaleer) uden kønsorganer; disse lever af plantevæv. I Terebrantia er tredje og fjerde udviklingsstadie, og i Tubulifera også et femte udviklingsstadie, hvilestadier, der ligner pupper: i disse stadier tager nymfen ikke føde til sig, kroppens organer omformes, og vingeknopper og kønsorganer dannes.
Voksenstadiet kan nås på omkring 8-15 dage; den voksne trips kan leve i omkring 45 dage. Voksne har både vingede og vingeløse former; hos græstrips Anaphothrips obscurus udgør den vingeformede for eksempel 90 % af bestanden om foråret (i tempererede zoner), mens den vingeløse form udgør 98 % af bestanden sidst på sommeren. Trips kan overleve vinteren som voksne eller som æg eller som puppe i en form for dvale, kaldet diapause.
Tripser er haplodiploide med haploide hanner (fra ubefrugtede æg, som i Hymenoptera) og diploide hunner, der er i stand til partenogenese (reproducerer sig uden befrugtning), mange arter i form af arrhenotoky, hvor hanner dannes ud fra ubefrugtede æg, nogle få ved hjælp af thelytoky, hvor hunner dannes ud fra ubefrugtede æg. Hos Pezothrips kellyanus klækkes hunner fra større æg end hanner, muligvis fordi de er mere tilbøjelige til at blive befrugtet. Wolbachia er en bakterie, der lever som en endosymbiont i trips og er en faktor, der kan være kønsbestemmende og påvirker den reproduktive tilstand. 

### Flugt
Tripsens fjerklædte vinger genererer løft ved klap og slynge, en mekanisme opdaget af den danske zoolog Torkel Weis-Fogh i 1973. I klapdelen af cyklussen nærmer vingerne sig hinanden og klapper sammen over insektets ryg, hvilket skaber en hvirvel, en cirkulation af luft, der giver vingerne en opdrift. Slyngen opstår ved at vingerne drejer, så de forreste kanter af dem bevæger sig fra hinanden, hvilket får luft til at strømme ind mellem dem og opretter nye hvirvler, der genererer fremdrift til vingerne.
Ud over aktiv flyvning kan trips, selv vingeløse, også fanges af vinden og føres af den over lange afstande. I varmt og fugtigt vejr kan voksne trips klatre ud på planternes bladspidser for at springe og fange luftstrømmen. Vindstøttet spredning af arter er blevet registreret over 1.600 km hav mellem Australien og Sydøen i New Zealand. Det er blevet foreslået, at nogle fuglearter også kan være involveret i spredningen af trips. Trips samles op sammen med græs i fuglenes reder og kan transporteres af fuglene.

## Trips som skadedyr
Mange trips er skadedyr på kommercielle afgrøder på grund af de ødelæggelser, de forårsager ved at ernære sig på unge blomster eller grøntsager, hvilket forårsager misfarvning, deformiteter og reducerer afgrødens omsættelighed. Nogle trips tjener som vektorer for plantesygdomme, såsom tospovirus. Over 20 planteinficerende vira vides at blive overført af trips, men omvendt, det er færre end et dusin af de flere tusinde beskrevne arter af trips, der er kendt for kunne overføre tospovirus.
Tospovira anses for at være blandt nogle af de mest skadelige plantepatogener, der spreder sig rundt om i verden, og derfor kan organismer som trips, der hjælper med at overføre dem, påvirke landbrug kraftigt i negativ retning. Virusmedlemmer inkluderer vira som INSV (Impatiens Necrotic Spot Virus) og TSWV (Tomato Spotted Wilt Virus). Andre vira, som trips spreder, inkluderer medlemmer af slægterne Ilarvirus, Carmovirus, Sobemovirus og Machlomovirus.
Den amerikanske Saintpaulia-trips, Frankliniella occidentalis, er en blomstertrips, der har spredt sig over hele verden og nu er den primære vektor for plantesygdomme forårsaget af tospovirus. Frankliniella occidenlalis kom til Danmark fra USA, sandsynligvis via Holland og Vesttyskland i efteråret 1985, hvor den blev fundet i to drivhuse. Efterfølgende har den spredt sig til drivhuse i hele Danmark på trods på trods af omfattende bekæmpelsesforanstaltninger.
Trips beskedne størrelse og tilbøjelighed til opholde sig i rum der er afgrænsede fysisk, fx inde i blomsterknopper og sprækker, gør det vanskeligt at opdage dem ved inspektion udefra, mens deres æg, der er lagt inde i plantevæv, er godt beskyttede mod sprøjtemidler. Sammenholdt med den stigende globalisering af handel og væksten af drivhuse i landbruget, er trips, ikke overraskende, blandt den hurtigst voksende gruppe af invasive arter i verden. Eksempler inkluderer F. occidentalis, Thrips simplex og Thrips palmi.
Trips der ernærer sig på unge blomster tiltrækkes typisk af lyse blomsterfarver (inklusive hvid, blå og især gul), og vil, efter de har lande på dem, forsøge at spise. Det er ikke ualmindeligt, at nogle arter (f.eks. Frankliniella tritici og Limothrips cerealium) kan komme til at lande på mennesker, og begynder at "bide" dem. Selvom ingen arter lever af blod, og ingen kendt dyresygdom overføres af trips, er det beskrevet at de kan forårsage en vis hudirritation.

### Bekæmpelse af trips
Trips udvikler let resistens over for insekticider, og der forskes meget i, hvordan man kan kontrollere dem. Dette gør trips ideelle som modeller til at teste effektiviteten af nye pesticider og bekæmpelsesmetoder.
På grund af deres ringe størrelse og høje reproduktionshastighed er trips svære at bekæmpe ved hjælp af klassisk biologisk bekæmpelse. Egnede rovdyr skal være små og slanke nok til at trænge ind i de sprækker, hvor trips gemmer sig, mens de spiser, og for at være effektive skal de også kunne bekæmpe æg og larver. Kun to familier af parasitoide Hymenoptera snylter på æg og larver, Eulophidae og Trichogrammatidae. Til biologisk bekæmpelse af voksne og larver anvendes bladlustæger af slægten Orius og phytoseiid mider. Biologiske insekticider såsom svampene Beauveria bassiana og Verticillium lecanii kan dræbe trips i alle livscyklusstadier. Insekticid sæbespray er effektiv mod trips. En sådan er kommercielt tilgængelig eller kan være lavet af visse typer husholdningssæbe. Forskere i Japan har rapporteret, at betydelige reduktioner i larve- og voksne melontrips opstår, når planter belyses med rødt lys.